# 肯·博伊德
肯·博伊德（{{langx|en|Ken Boyd}，1952年3月25日—），美国NBA联盟前职业篮球运动员。他在1974年的NBA选秀中第9轮第10顺位被新奥尔良爵士选中。